# Onze-Lieve-Vrouw-van-Troostkapel (Reuver)

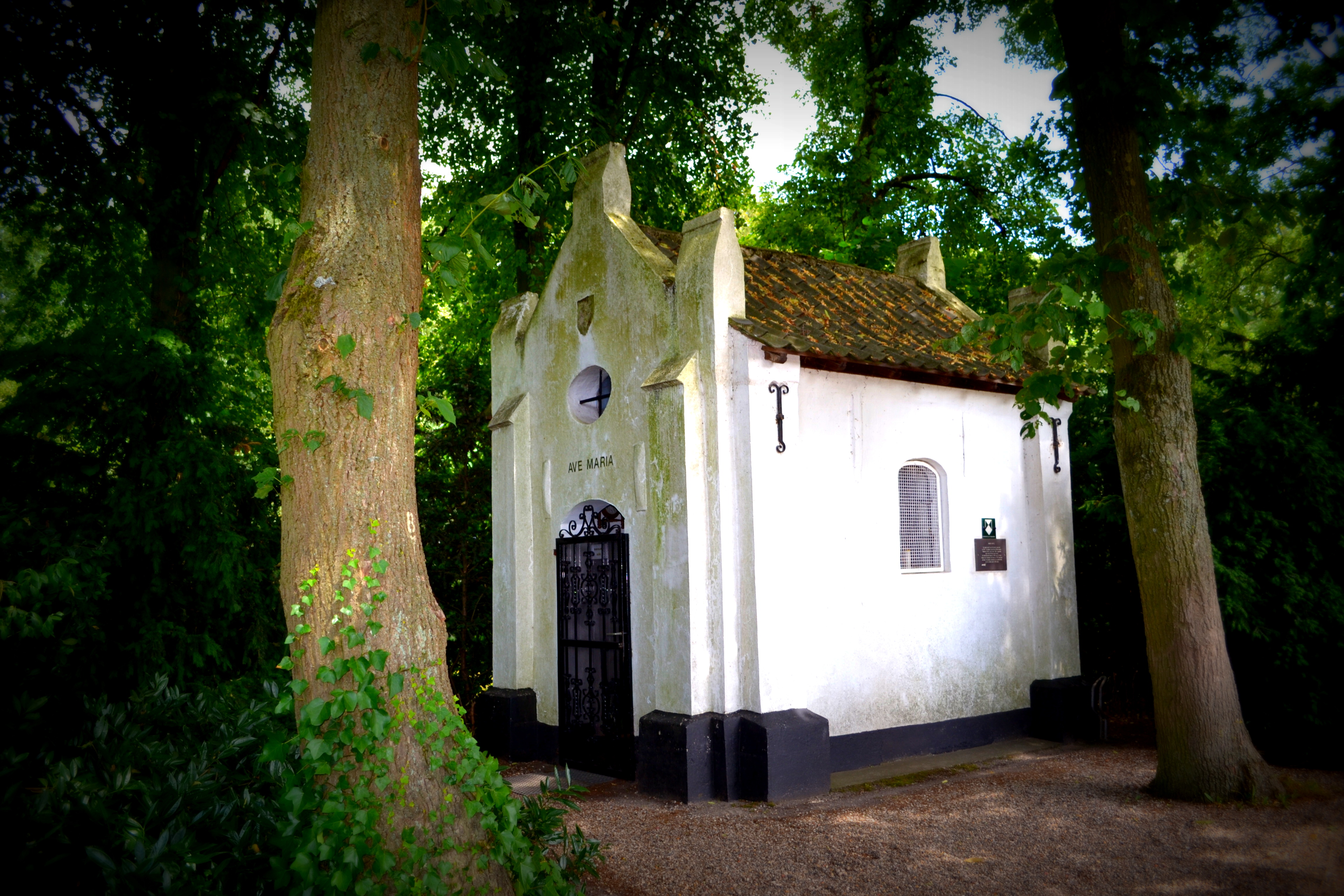
De Onze-Lieve-Vrouw-van-Troostkapel

De Onze-Lieve-Vrouw-van-Troostkapel of Klaashofkapelke is een kapel in Reuver in de Nederlands Noord-Limburgse gemeente Beesel. De kapel staat aan de Onderstehofweg nabij de Onderste Hof en de Schelkensbeek ten noordoosten van het dorp en is onderdeel van het Rijksbeschermd gezicht Ronkenstein.
De kapel is gewijd aan Maria, specifiek aan Onze-Lieve-Vrouw van Troost.

## Geschiedenis
In een document uit 1761 werd de kapel voor het eerst genoemd en was oorspronkelijk gewijd aan de heilige Cornelius.
Later werd de kapel gewijd aan de Onze-Lieve-Vrouw van Troost.

## Gebouw
De witte kapel is opgericht op een rechthoekig grondplan, heeft een zwart basement en wordt gedekt door een zadeldak met pannen. Op de hoeken zijn er haakse steunberen en in de zijgevels is een segmentboogvenster aangebracht. De frontgevel en achtergevel zijn een puntgevel waarbij op de hoeken en op de top taps toelopende kolommen zijn geplaatst. Hoog in de frontgevel is een ingemetseld mergelstenen wapenschild aangebracht die de hoorn van de heilige Cornelius toont en eronder een rond venster. De frontgevel bevat verder de segmentboogvormige toegang die wordt afgesloten met een smeedijzeren hek. Boven de ingang is de tekst AVE MARIA aangebracht.
Van binnen is de kapel wit gepleisterd en wordt overwelft door een tongewelf. Achter een smeedijzeren scheidingshek is tegen de achterwand een houten altaar geplaatst. Op het altaar staat in een glazen kast een polychroom Mariabeeld en toont de heilige met op haar arm het kindje Jezus.